# All the Best (Tina Turner)
All the Best è una compilation di Turner uscita come doppio CD nel Regno Unito nel novembre 2004 e come CD singolo negli Stati Uniti col titolo All the Best: The Hits nell'ottobre 2005.

## Descrizione
L'elenco delle tracce si concentra sui successi solisti della Turner, ma presenta anche alcuni successi del periodo in coppia con Ike Turner. Contiene anche tre brani inediti: Open Arms, Complicated Disaster e Something Special, e alcune tracce rare tra cui la canzone della colonna sonora del film Koda, fratello orso, Great Spirits.

## Accoglienza e successo commerciale
L'album ha raggiunto il sesto posto nella classifica degli album più venduti del Regno Unito, con quasi 45 000 copie nella sua prima settimana di pubblicazione, e al secondo nella Billboard 200, vendendo 121 000 copie nella sua prima settimana e divenendo così il suo miglior debutto di sempre negli Stati Uniti, dove è stato certificato platino a tre mesi dalla sua pubblicazione.
Nel marzo 2007, l'album è rientrato nelle classifiche britanniche raggiungendo la diciottesima posizione. Da allora è stato certificato platino in vari paesi vendendo nel mondo un milione e settecentomila copie..

## Tracce

### All the Best
Disco 1
1. Open Arms – 4:01
2. Nutbush City Limits (Ike & Tina Turner) – 2:57
3. What You Get Is What You See – 4:26
4. Missing You – 4:39
5. The Best – 5:29
6. River Deep - Mountain High (Ike & Tina Turner) – 3:41
7. When the Heartache Is Over – 3:44
8. Let's Stay Together – 5:17
9. I Don't Wanna Fight (7" Edit) – 4:26
10. Whatever You Need – 4:49
11. I Can't Stand the Rain – 3:43
12. GoldenEye (Soundtrack Version) – 4:43
13. I Don't Wanna Lose You – 4:20
14. Great Spirits – 3:58
15. Proud Mary (1993 Version) – 5:26
16. Addicted to Love (esibizione dal vivo) – 5:22

Disco 2
1. In Your Wildest Dreams (feat. Antonio Banderas) – 5:34
2. Private Dancer (7" Edit) – 4:03
3. Why Must We Wait Until Tonight (7" Edit) – 4:30
4. Typical Male – 4:17
5. Tonight (feat. David Bowie) – 3:45
6. Complicated Disaster – 3:43
7. On Silent Wings (feat. Sting) (Single Edit) – 4:20
8. Something Special – 4:37
9. We Don't Need Another Hero (Thunderdome) (7" Edit) – 4:16
10. It's Only Love (feat. Bryan Adams) – 3:16
11. Cose della vita (feat. Eros Ramazzotti) – 4:50
12. Steamy Windows – 4:05
13. Paradise Is Here (7" Edit) – 5:00
14. What's Love Got to Do with It – 3:48
15. Better Be Good to Me – 5:10
16. Two People – 4:09
17. Something Beautiful Remains – 4:22

### All the Best: The Hits
1. I Don't Wanna Fight (7" Edit) – 4:26
2. What's Love Got to Do With It – 3:48
3. Proud Mary (1993 Version) – 5:26
4. Open Arms – 4:01
5. Private Dancer (7" Edit) – 4:02
6. The Best – 5:29
7. Let's Stay Together – 5:17
8. Nutbush City Limits (Ike & Tina Turner) – 2:57
9. Missing You – 4:39
10. Complicated Disaster – 3:42
11. It's Only Love (feat. Bryan Adams) – 3:16
12. Look Me in the Heart – 3:44
13. On Silent Wings (feat. Sting) (Single Edit) – 4:20
14. Two People – 4:09
15. Typical Male – 4:16
16. We Don't Need Another Hero (Thunderdome) (7" Edit) – 4:17
17. What You Get Is What You See – 4:26